# ریو سونگ وان
ریو سونگ وان (کره‌ای: 류승완؛ زادهٔ ۱۵ دسامبر ۱۹۷۳) کارگردان فیلم اهل کره جنوبی است. از فیلم‌هایی که کارگردانی آنها را بر عهده داشته‌است می‌توان به جزیره کشتی جنگی، و فرار از موگادیشو اشاره کرد.